# Інститут проблем сучасного мистецтва Національної академії мистецтв України
Інститут проблем сучасного мистецтва Національної академії мистецтв України — унікальна установа, що впроваджує як академічні програми, так і художню діяльність в сфері сучасного мистецтва. Заснований в грудні 2001   інститут займається фундаментальними науковими дослідженнями, післядипломною освітою, книговидавництвом, конференціями, та іншою діяльністю, яка пов'язана з сучасною історією мистецтва та культурологією.

## Завдання
- Систематизація інформації з новітніх світових розробок і досліджень в усіх галузях мистецтва.
- Моніторинг діяльності культурних інституцій та аналіз результатів їх роботи.
- Наукові дослідження з теорії та історії культури у розрізі студіювання її як цілісності, а також з точки зору виявлення універсальних закономірностей історичних проявів, еволюції та функціонування в сучасному світі гіпертехнологій.
- Підготовка здобувачів вищої освіти ступеня доктора філософії за спеціальністю 034 "культурологія"
- Спеціалізована вчена рада Д 26.460.01 з правом прийняття до розгляду та проведення захисту дисертацій на здобуття наукового ступеня кандидата та доктора мистецтвознавства за спеціальністю 26.00.01 "Теорія та історія культури" (голова ради — О. Ю. Клековкін, заступник голови — О. О. Роготченко, вчений секретар — І. Б. Савчук).

## Керівництво і співробітнтки
- Директор — І. Б. Савчук, доктор мистецтвознавства, професор
- Заступник директора з наукової роботи — А. О. Чібалашвілі, кандидат мистецтвознавства
- Заступник директора з економічних питань — С. А. Чернець
- Заступник директора із загальних питань — В. В. Мукасєєв
- Вчений секретар — А. В. Сидоренко, кандидат мистецтвознавства
- Завідувач відділу теорії та історії культури — Р. І. Безугла, доктор мистецтвознавства
- Завідувач відділу естетики — О. Ю. Клековкін, заслужений діяч мистецтв України, доктор мистецтвознавства, професор
- Завідувач відділу методології мистецької критики —  Г.Вишеславський, кандидат мистецтвознавства
- Завідувач відділу кураторської виставкової діяльності та культурних обмінів — Н. М. Булавіна
- Завідувач відділу культурних стратегій, ініціатив і технологій — С. Г. Васильєв, заслужений діяч мистецтв України, доцент
- Завідувач відділу візуальних практик —  О. Авраменко, заслужений діяч мистецтв України, кандидат мистецтвознавства, старший науковий співробітник
- Завідувач відділу мистецтва новітніх технологій — О. С. Ременяка, кандидат мистецтвознавства, старший науковий співробітник
- Завідувач відділу театрознавства — Г. І. Веселовська, доктор мистецтвознавства, професор
- Завідувач відділу архітектури і дизайну — Н. М. Кондель-Пермінова, кандидат архітектури, старший науковий співробітник.[3]

Зубавіна Ірина Борисівна, Петрова Ольга Миколаївна, Роготченко Олексій Олексійович , Шкепу Марія Олексіївна, Ковальчук Олена Вадимівна, Мусієнко Наталія Борисівна, Юр Марина Володимирівна, Яцик Ірина Володимирівна, Аккаш Олена Станіславівна, Булкіна Інна Семенівна, Кулінський Іван Іванович, Хасанова Іветта Маратівна, Тимофієнко Дарія Володимирівна, Веселовська Ганна Іванівна, Смирна Леся В’ячеславівна, Гончаренко Анастасія Олексіївна, Червінський Олександр Сергійович, Кунцевська Оксана Володимирівна, Прецкайло Олексадр Мечиславович, Протас Марина Олександрівна, Тузов Владислав Олександрович, Сидоренко Андрій Вікторович, Кулікова Вікторія Андріївна, Несміянова Ірина Віленівна, Рублевська Роксана Володимирівна, Клімченко Олександра Олександрівна, Дрофань Любов Анатоліївна, Кашуба-Вольвач Олена Дмитрівна, Сахарук Валерій Сергійович, Суміна Лариса Вікторівна, Скляренко Галина Яківна, Бурлака Вікторія Петрівна, Стрельник Світлана Артурівна, Ковальчук Ірина Олексіївна, Шалигін Андрій Геннадійович, Федорук Олександр Касьянович, Чепелик Оксана Вікторівна,  Сидор Олег Вячеславович, Фролов Тарас Олександрович, Тимофієнко Богдан Володимирович, Степура Вадим Валентинович, Раєвська Юлія Геннадіївна, Кулінська Світлана Михайлівна, Тимофієнко Дарія Володимирівна, Яковлєв Микола Іванович, Єрмакова Наталія Петрівна, Сіткарьова Ольга Всеволодівна, Даниленко Леся Вікторівна, Клименко Олександр Іванович, Халепа Олександра Сергіївна, Шалінський Ігор Петрович, Кулінська Світлана Михайлівна, Фадейкова Лілія Володимірівна, Діденко Сергій Олександрович.

## Проекти

Інститут Проблем Сучасного Мистецтва України

- 50-та, 52-та, 54-та (комісар В. Сидоренко, куратори   Олексій Роготченко та Акілле Боніто Оліва[5], 55-та ( В. Д. Сидоренко, куратори: О. І. Соловйов, О. К. Федорук)  Венеційські бієнале,  Італія
- «Східні сусіди» (Утрехт, Нідерланди),
- «Аутентифікація» (Париж, Франція),
- «ГОГОЛЬFEST»,
- «Арт-Київ» (куратор А. П. Соломуха),
- «Гурзуфські сезони» (куратор О. О. Авраменко),
- «Київ-Париж», «Міжнародний фестиваль соціальної скульптури»,
- «Новітні спрямування» (Україна)
- «Швидше за історію», Музей сучасного мистецтва KIASMA (Фінляндія),
- «Кров — лінії й зв'язки», Денверський музей сучасного мистецтва (США),
- «Траверс Відео», 10-ий Міжнародний фестиваль інсталяції та відео, Тулуза (Франція),
- «Тепер», V Міжнародный арт-фестиваль, Магдебург (Німеччина).
- «Odessa Contemporary Art» (2016, Україна). Куратор Олег Дімов.[6][7][8]
- «Теорія вірогідності» (2014, Україна).
- «Горизонти темпоральності» (2014, Україна).[9][10]

### Фільми
- «Микола Вінграновський» (реж. Марина Кондратьєва),
- «Одного разу я прокинусь» (реж. Марина Кондратьєва),
- «Реальний майстер-клас» (реж. Оксана Чепелик),
- «Перша столиця наукового майбутнього» (реж. І. І. Кулінський),
- «Вернадський. У пошуках живої речовини (До 150-річчя від дня народження)» (реж. І. І. Кулінський).

## Публікації

### Колективні монографії
- «Нариси з історії кіномистецтва України» (2006),
- «Нариси з історії театрального мистецтва України ХХ століття» (2006),
- «Нариси з історії образотворчого мистецтва України ХХ століття» (у 2 кн., 2006),
- «Нариси з історії українського дизайну ХХ століття» (2012),
- «Український театр ХХ століття: Антологія вистав» (2012).

### Щорічники
- З 2004 — науковий збірник «Сучасне мистецтво» [Архівовано 3 серпня 2020 у Wayback Machine.],
- З 1998 — збірник наукових праць «Мистецтвознавство України» [Архівовано 22 вересня 2020 у Wayback Machine.],
- З 1999 — збірник наукових праць «Актуальна проблеми мистецької практики і мистецтвознавчої науки (Мистецькі обрії)» [Архівовано 23 січня 2021 у Wayback Machine.],
- З 2004 — збірник наукових праць «Сучасні проблеми дослідження, реставрації та збереження культурної спадщини» [Архівовано 26 листопада 2020 у Wayback Machine.],
- З 2004 — збірник вісник «Художня культура. Актуальні проблеми» [Архівовано 7 жовтня 2020 у Wayback Machine.],
- З 2005 — збірник наукових праць «Сучасні проблеми художньої освіти в Україні» [Архівовано 27 січня 2021 у Wayback Machine.],
- З 2003 — збірник наукових праць «МІСТ: Мистецтво, історія, сучасність, теорія» [Архівовано 26 листопада 2020 у Wayback Machine.],
- 2008–2011 — ілюстрований часопис «Арт-Курсив» [Архівовано 26 листопада 2020 у Wayback Machine.].

## Партнери
- Державне агентство з питань науки, інновацій та інформатизації України (Київ),
- Державний фонд фундаментальних досліджень (Київ),
- Міністерство культури України (Київ),
- Міністерство освіти та науки України (Київ),
- Національна академія мистецтв України (Київ),
- Національна академія образотворчого мистецтва і архітектури (Київ),
- Національний центр театрального мистецтва імені Леся Курбаса (Київ),
- Інститут сучасних знань імені О. М. Широкова (Мінськ),
- Програми ім. Фулбрайта в Україні (США),
- «Терещенківський фонд» (Київ),
- Kennan Institute Woodrow Wilson International Center for Scholars (USA),
- Stichting Cultural Aid (Нідерланди).